# Erduoyan
Le gâteau frit erduoyan (耳朵眼炸糕, littéralement « gâteau frit en trou d'oreille ») est un casse-croûte traditionnel de la ville de Tianjin. Sa fabrication consiste traditionnellement à frire un pain de riz jaune gluant farci de pâte de haricots.
Erduoyan fait partie des trois délices de Tianjin, avec les baozi de Goubuli et les gâteaux torsadés mahua.